# Tesore Hill
Tesore Hill är en kulle i Antarktis. Den ligger i Västantarktis. Argentina, Chile och Storbritannien gör anspråk på området.
Terrängen runt Tesore Hill är huvudsakligen platt, men den allra närmaste omgivningen är varierad. Havet är nära Tesore Hill åt nordost. Trakten är glest befolkad. Närmaste befolkade plats är Marambio Station, 16,2 kilometer nordost om Tesore Hill. 